# Stazione di Ronta
La stazione di Ronta è una stazione ferroviaria posta sulla Ferrovia Faentina, che collega Firenze a Faenza. È stata inaugurata nel 1893 e serve il paese di Ronta, in provincia di Firenze. Si trova poco sopra la via Faentina, dalla quale la ferrovia prende il nome, nei pressi della stazione dei carabinieri di Ronta.
È l'ultima stazione della linea Faentina in territorio mugellano, poiché successivamente la ferrovia si inerpica sull'Appennino verso Marradi, in direzione di Faenza.
Costruita sul modello delle principali stazioni ferroviarie della linea, presenta un piccolo parcheggio nel piazzale antistante il fabbricato viaggiatori. Nonostante il buon utilizzo da parte non solo degli abitanti di Ronta, la stazione non versa in buone condizioni.

## Servizi
La stazione dispone di:
- Accessibilità per portatori di handicap
- Parcheggio di scambio